# Keswick, South Norfolk
Keswick är en ort i Keswick and Intwood, South Norfolk, Storbritannien. Den ligger i grevskapet Norfolk och riksdelen England, i den sydöstra delen av landet, 150 km nordost om huvudstaden London. Keswick ligger 38 meter över havet och antalet invånare är 431. Civil parish hade 127 invånare år 1931. Byn nämndes i Domedagsboken (Domesday Book) år 1086, och kallades då Chesewic.
Terrängen runt Keswick är platt. Runt Keswick är det ganska tätbefolkat, med 124 invånare per kvadratkilometer. Närmaste större samhälle är Norwich, 5,4 km norr om Keswick. Trakten runt Keswick består till största delen av jordbruksmark.